# Đại học Masaryk
Masaryk University (tiếng Séc: Masarykova univerzita; tiếng Latinh: Universitas Masarykiana Brunensis) là đại học lớn thứ hai ở Cộng hòa Séc, thành viên của nhóm các trường đại học Compostela và mạng Utrecht. Được thành lập năm 1919 ở Brno, Masaryk là đại học được thành lập sớm thứ hai ở Séc (sau Đại học Karl ở Praha năm 1348 và Đại học Palacký giai đoạn 1573-1860), hiện nay Masaryk có 9 khoa và 35,115 sinh viên.
Đại học được đặt tên theo tên của Tomáš Garrigue Masaryk, tổng thống đầu tiên của Tiệp Khắc.